# Chlamydomonas biciliata
Chlamydomonas biciliata là một loài tảo trong họ Chlamydomonadaceae, thuộc chi Chlamydomonas.